# Heinrich von Bellegarde

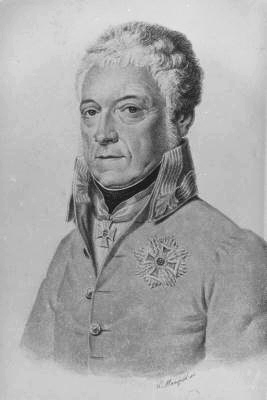
GeneralfeldmarschallHeinrich von Bellegarde

Heinrich Joseph Johann Graf von Bellegarde (Dresden, 29 de agosto de 1757 — Viena, 22 de julho de 1845) foi um estadista e marechal-de-campo austríaco, presidente do conselho de guerra da monarquia dos Habsburgos por duas ocasiões

## Carreira
Inicialmente Bellegarde serviu na Saxônia e em 1771 transferiu seus serviços para a Áustria, onde destacou-se como comandante do regimento de dragões durante a guerra austro-turca em 1788 e posteriormente lutou como major-general na campanha dos Países Baixos durante as guerras revolucionárias francesas.

## Nota
1. ↑  Graf é um título de nobreza traduzido como "conde"